# 前田純孝
前田 純孝（まえだ すみたか、まえだ じゅんこう、1880年4月3日 - 1911年9月25日）は、明治期の日本の歌人。兵庫県二方郡諸寄村（現・新温泉町）出身。兵庫県師範学校を経て東京高等師範学校に進学し、学生時代から新詩社の「明星」に短歌や長詩を発表する。卒業後は大阪府立島之内高等女学校（現・大阪府立夕陽丘高等学校）の教頭に着任するも、多忙のために倒れる。貧困と病（結核）に苦しんだ末に早世した。その才能は与謝野鉄幹をして「東の啄木、西の翠溪（すいけい）」と言わせしめたほどであった。
出身地である新温泉町には前田純孝（翠渓）歌碑があり、「前田純孝賞」学生短歌コンクールを開催している。